# Saint-Romain-sous-Versigny
Saint-Romain-sous-Versigny är en kommun i departementet Saône-et-Loire i regionen Bourgogne-Franche-Comté i östra Frankrike. Kommunen ligger i kantonen Toulon-sur-Arroux som tillhör arrondissementet Charolles. År 2022 hade Saint-Romain-sous-Versigny 78 invånare.

## Befolkningsutveckling
Antalet invånare i kommunen Saint-Romain-sous-Versigny
| Referens: INSEE |